# Robert Mizrachi
Robert Mizrachi (Sunny Isles Beach, 24 novembre 1978) è un giocatore di poker statunitense.
Fratello di Michael, detto "The Grinder", ha al suo attivo 4 braccialetti WSOP, conquistati alle WSOP 2007($10.000 World Championship Pot Limit Omaha), alle WSOP 2014 ($1.500 Dealer's Choice Six Handed) alle WSOP 2015 ($1,500 Omaha Hi-Lo 8 or Better) e alle WSOP 2016 ($10.000 Seven Card Stud Championship). Ha centrato oltre 30 piazzamenti a premi alle WSOP.
Vanta inoltre 2 tavoli finali e 11 piazzamenti a premi nel World Poker Tour.